# Titus Flavius Boethus
Titus Flavius Boethus war ein im 2. Jahrhundert n. Chr. lebender römischer Politiker.
Durch ein Militärdiplom, das auf den 26. Oktober 161 datiert ist, ist belegt, dass Boethus 161 zusammen mit Gaius Iulius Geminus Capellianus Suffektkonsul war; die beiden Konsuln traten ihr Amt vermutlich am 1. Oktober des Jahres an. Arzt von Boethus und dessen Familie war möglicherweise der berühmte griechische Arzt Galenos.